# Colegio Santa María del Pilar
Colegio Santa María del Pilar, známá také jako Colegio Santa María, je římskokatolická soukromá základní a střední škola založená Marianisty v Madridu ve Španělsku. Areál školy je jedním z největších v centru Madridu a jeho památkově chráněná kaple, postavená v 50. letech 20. století, je jedním z nejlepších příkladů španělské raně moderní cihlové klenby.

## Přehled
Škola byla založena v roce 1953 jako rozšíření stávajícího Colegio Nuestra Señora del Pilar. Ředitel školy Nuestra Señora del Pilar byl také ředitelem nově založené školy, která se jmenovala „Nuestra Señora del Pilar-B“. Následně byl název změněn na Santa Maria del Pilar. V prosinci 2008 bylo škole uděleno povolení k výstavbě nového sportovního centra s bazénem a novou tělocvičnou. Škola je často hodnocena jako jedna z nejlepších škol ve Španělsku a má dlouhý seznam významných bývalých žáků.
Felipe Juan Froilán de Marichalar y Borbón, nejstarší syn infantky Eleny Španělské, byl v roce 2011 kvůli svému chování z této školy vyloučen.

## Studium
Škola nabízí všechny úrovně vzdělávání, od mateřské školy až po předuniverzitní kurzy. Její studenti dosahují jedněch z nejlepších výsledků ve vysokoškolských zkouškách způsobilosti. Je řazena mezi nejlepší školy ve Španělsku.

## Zařízení
Hlavní kampus zaujímá velký pozemek v centru Madridu, poblíž parku Buen Retiro. Každý ročník zabírá jeden pavilon. Škola má také současnou památkově chráněnou kapli, juniorskou knihovnu, školku, dětská hřiště, tělocvičnu, administrativní budovu a velkou hlavní budovu, ve které se nachází sídlo náboženské komunity školy, vědecké laboratoře, jídelna, seniorní knihovna a umělecká studia. V nejsevernější části kampusu se nachází sportovní areál s krytým bazénem, tělocvičnou, kurty na paddle tenis, fotbalovým hřištěm, basketbalovými hřišti a hokejbalovými hřišti.

## Významní absolventi
- Silvia Abascalová, herečka
- Felipe Juan Froilán de Marichalar y Borbón, španělský grand
- Rafael del Pino, obchodní magnát a filantrop[6]
- Antonio Resines, herec[7]
- Diego López Garrido, socialistický politik[8]
- Borja Pérez, španělský fotbalista
- Luis de Guindos, bývalý španělský ministr hospodářství[9]
- José Ignacio Wert, bývalý španělský ministr školství
- Leopoldo González-Echenique, bývalý prezident španělské veřejnoprávní televize